# Kościół św. Marcina w Strykowie
Kościół Świętego Marcina – rzymskokatolicki kościół parafialny w Strykowie, należący do dekanatu strykowskiego archidiecezji łódzkiej.

## Historia i architektura
Jest to świątynia wzniesiona w latach 1907–1912. Budowla jest murowana o kształcie podłużnym, reprezentuje styl „swojskiego” neobaroku. Składa się z trzech naw, z obu stron są umieszczone pomieszczenia zakrystyjne. Dach kościoła jest pokryty blachą ocynkowaną. Budowla została zaprojektowana przez architektów: Józefa Piusa Dziekońskiego i Zdzisława Mączeńskiego z Warszawy.
W kościele znajduje się ołtarz główny w stylu renesansowym, w którym jest umieszczony obraz Matki Bożej Częstochowskiej namalowany przez Buchbündera. Ambona w kształcie Łodzi Piotrowej została wykonana w 1926 roku dzięki staraniom księdza Leona Stypułkowskiego. W ołtarzach bocznych są umieszczone, pochodzące ze starej świątyni barokowe obrazy św. Anny oraz Wniebowzięcia Najświętszej Maryi Panny. Do wyposażenia należą także organy o 12 głosach, 2 dzwony, obrazy Drogi Krzyżowej namalowane na sklejce, chrzcielnica z miedzianą nakrywą, pochodząca z XVII wieku.

## Tablice pamiątkowe
W kościele umieszczone są tablice pamiątkowe ku czci:
- księdza Kazimierza Skoczylasa (1901-1942), profesora Seminarium Duchownego w Łodzi, proboszcza strykowskiego w latach 1940-1941, więźnia i ofiary niemieckiego obozu koncentracyjnego w Dachau,
- księdza Bolesława Karwowskiego (zm. 1932), inicjatora i budowniczego kościoła,
- 50-lecia akcji Burza i poległych w niej żołnierzy Armii Krajowej zgrupowania Stryków i oraz 27. Wołyńskiej Dywizji Piechoty AK[2].

## Galeria

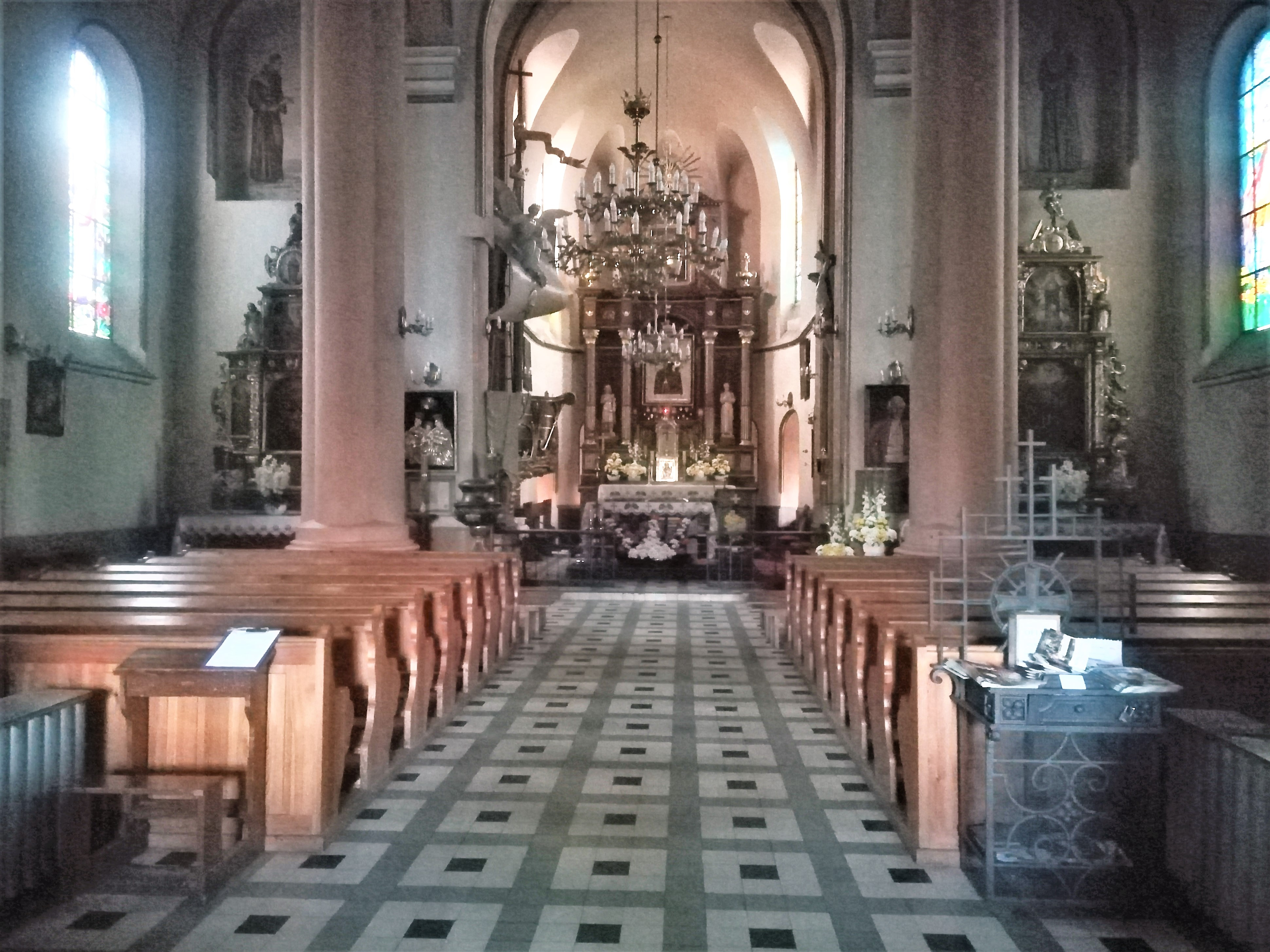
Wnętrze z ołtarzem
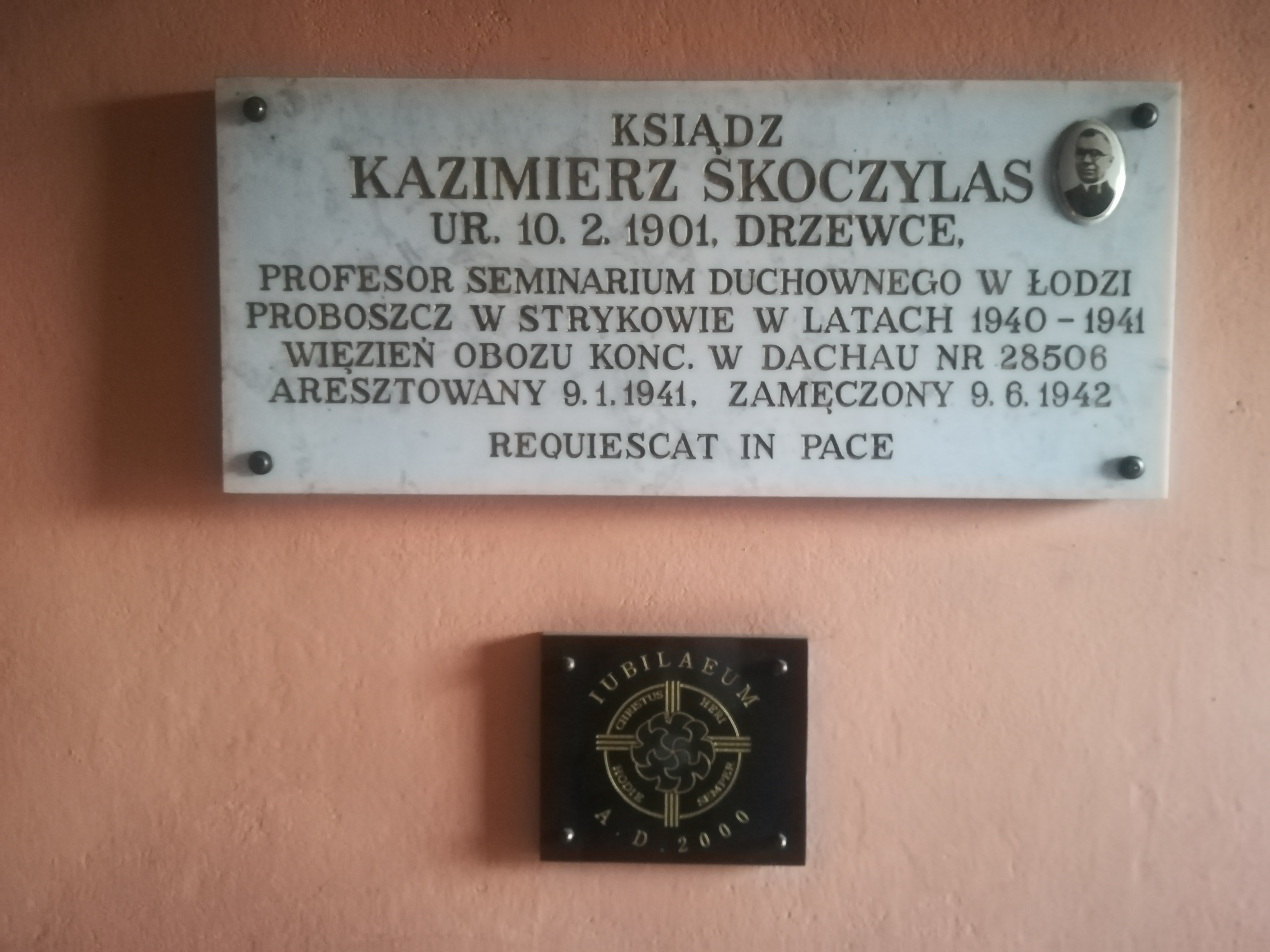
Tablica ks. Kazimierza Skoczylasa
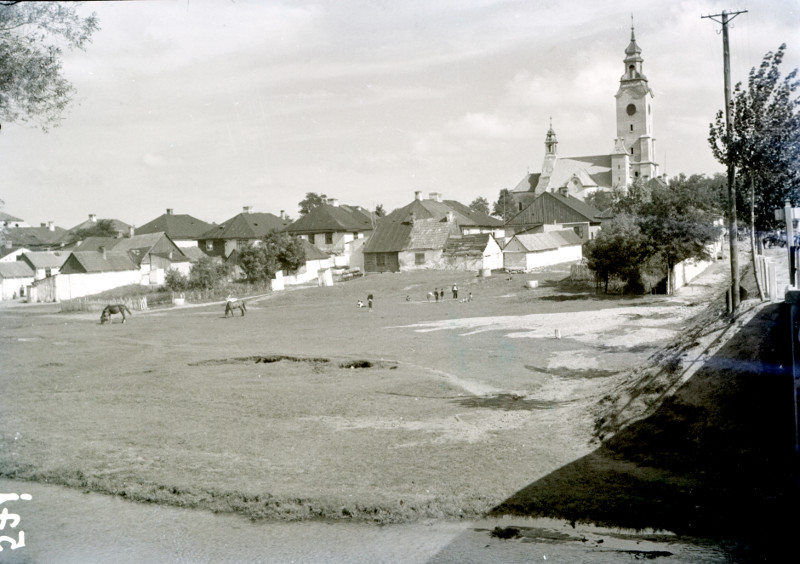
Kościół w panoramie miasta (przed 1940)
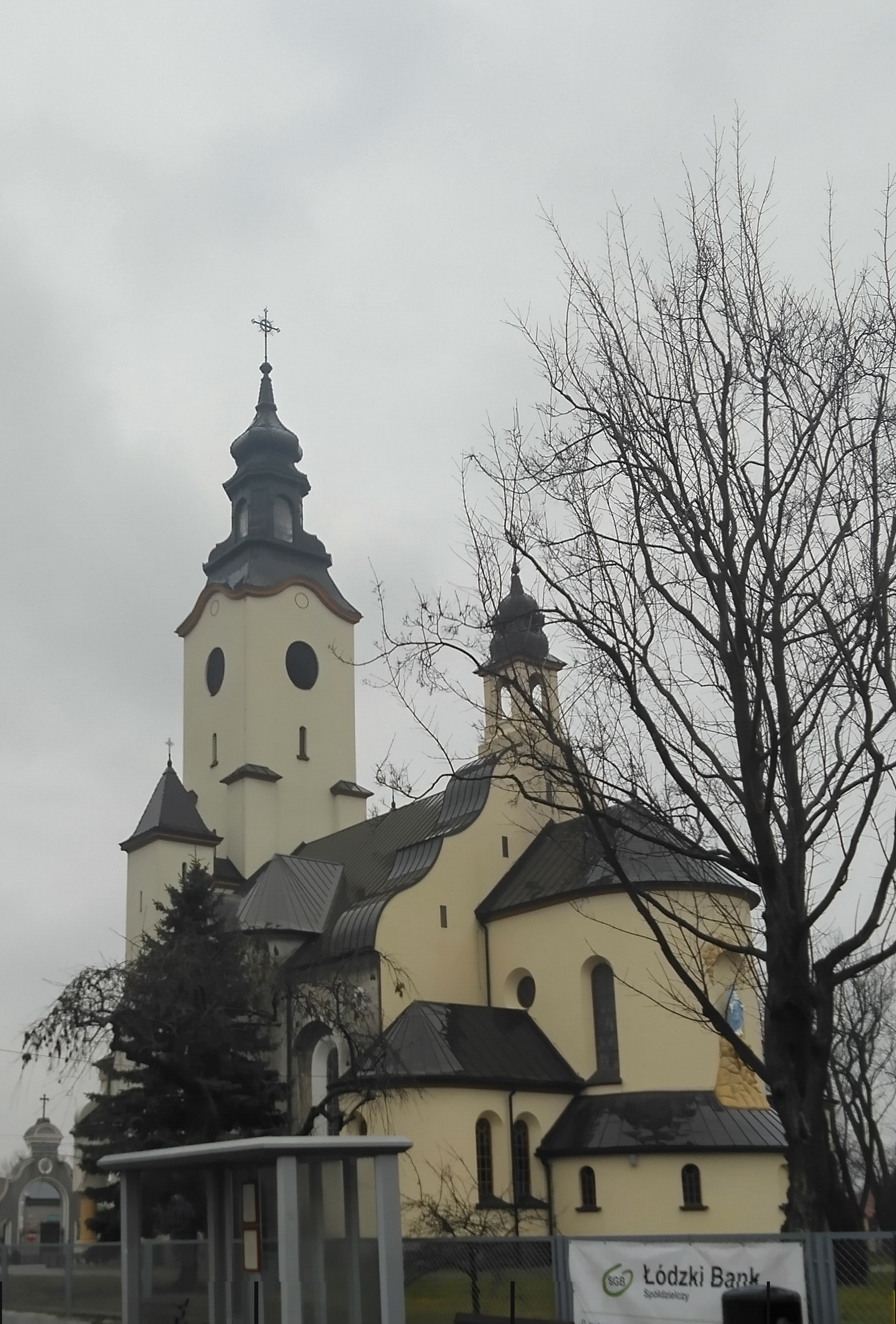
Kościół w 2024 (po remoncie z 2009)